# Shaone Morrisonn
Shaone Morrisonn (* 23. Dezember 1982 in Vancouver, British Columbia) ist ein kanadischer Eishockeyspieler mit kroatischer Staatsbürgerschaft, der seit 2020 bei den Dubai Mighty Camels aus den Vereinigten Arabischen Emiraten unter Vertrag steht. Zuvor absolvierte Morrisonn unter anderem 507 Spiele für die Boston Bruins, Washington Capitals und Buffalo Sabres in der National Hockey League sowie 233 weitere für den KHL Medveščak Zagreb und Admiral Wladiwostok in der Kontinentalen Hockey-Liga.

## Karriere
Shaone Morrisonn begann seine Karriere bei den Kamloops Blazers in der kanadischen Juniorenliga Western Hockey League. Dort spielte er zwischen 1999 und 2002 und wurde während dieser Zeit beim NHL Entry Draft 2001 an 19. Position in der ersten Runde von den Boston Bruins aus der National Hockey League ausgewählt. Im selben Jahr nahm er am CHL Top Prospects Game.

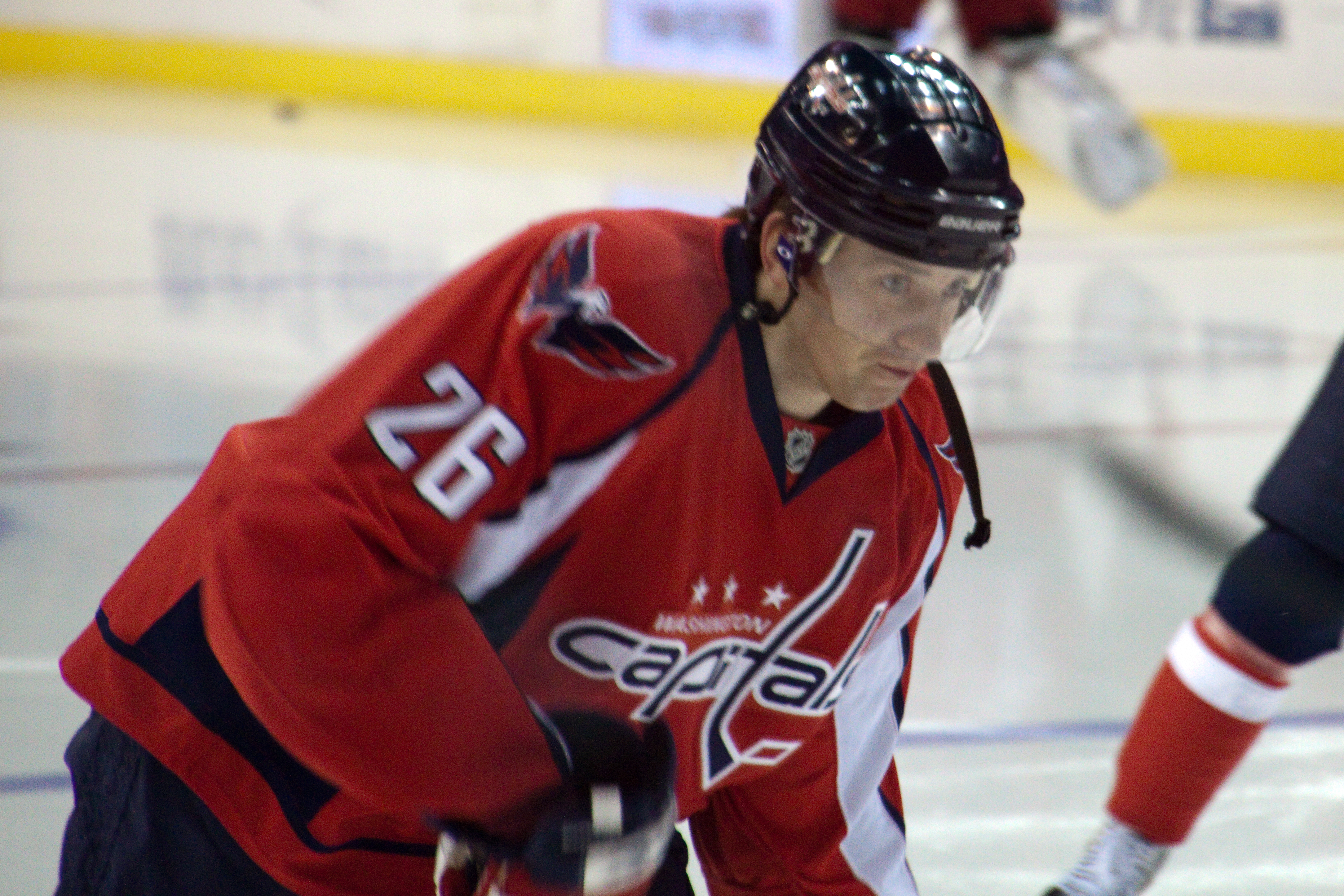
Morrisonn im Trikot der Washington Capitals

Für die Bruins absolvierte der Linksschütze Saison 2002/03 seine ersten NHL-Einsätze, der große Durchbruch gelang ihm noch nicht, sodass er die meiste Zeit beim Boston-Farmteam, den Providence Bruins, in der American Hockey League verbrachte und schließlich 2004 nach Washington wechselte.
Nach einer guten Spielzeit bei den Portland Pirates, dem AHL-Farmteam der Capitals, während des NHL-Lockouts 2004/05 gehört der Kanadier ab der Spielzeit 2005/06 zum Stammkader in Washington. Bis 2010 absolvierte er über 400 Spiele in der NHL für die Capitals, bevor sein Vertrag mit diesen auslief und Morrisonn im August 2010 als Free Agent durch die Buffalo Sabres mit einem Zweijahresvertrag ausgestattet wurde. Im ersten Vertragsjahr lief er für die Sabres in der NHL auf, während er im zweiten Jahr ausschließlich für das Farmteam des Franchise, die Rochester Americans, in der American Hockey League zum Einsatz kam.
Nach Ablauf des Vertrages mit den Sabres wechselte Morrisonn das erste Mal in seiner Karriere nach Europa und wurde vom HK Spartak Moskau aus der Kontinentalen Hockey-Liga verpflichtet. Für Spartak absolvierte er bis Januar 2013 46 Einsätze, ehe er an den HK ZSKA Moskau angegeben wurde, da Spartak keine Chance mehr auf das Erreichen der Play-offs hatte. Im Juni 2013 wechselte Morrisonn zu TPS Turku aus der finnischen Liiga, ehe er 2014 in die KHL zurückkehrte und einen Vertrag beim KHL Medveščak Zagreb unterschrieb. Dort gehörte er in den folgenden zweieinhalb Spieljahren stets zum Kader, ehe er im Dezember 2016 innerhalb der KHL zu Admiral Wladiwostok wechselte.
Bei Admiral spielte er bis März 2018, ehe sein Vertrag und die Verträge weiterer fünf Spieler durch die KHL aufgrund ausbleibender Gehaltszahlungen annulliert wurde. Im Juli 2018 schloss er sich den Ōji Eagles aus Japan an, mit dem er in der Asia League Ice Hockey auflief. Nachdem er die Spielzeit 2019/20 bei den Cardiff Devils in der Elite Ice Hockey League aufgelaufen war, wechselte er in die Vereinigten Arabischen Emirate zu den Dubai Mighty Camels.

### International
Morrisonn erhielt aufgrund der Regularien der Internationalen Eishockey-Föderation IIHF aufgrund seines dreijährigen Aufenthalts beim kroatischen Klub KHL Medveščak Zagreb die Spielerlaubnis für die kroatische Nationalmannschaft. Diese vertrat er erstmals bei der Weltmeisterschaft 2019 der Division IIA und wurde dort nach sechs Scorerpunkten im Turnier zum besten Verteidiger gekürt.
Für sein Heimatland Kanada hatte der Verteidiger lediglich Spiele im Rahmen des Spengler Cup 2016 für das Team Canada bestritten. Da dieses Turnier keine offizielle IIHF-Veranstaltung ist, stand es der schnellen Erteilung der Spielberechtigung Morrisonns für Kroatien nicht entgegen.

## Erfolge und Auszeichnungen
- 2001 Teilnahme am CHL Top Prospects Game
- 2016 Spengler-Cup-Gewinn mit dem Team Canada
- 2019 Bester Verteidiger der Weltmeisterschaft der Division II, Gruppe A

## Karrierestatistik
Stand: Ende der Saison 2018/19
(Legende zur Spielerstatistik: Sp oder GP = absolvierte Spiele; T oder G = erzielte Tore; V oder A = erzielte Assists; Pkt oder Pts = erzielte Scorerpunkte; SM oder PIM = erhaltene Strafminuten; +/− = Plus/Minus-Bilanz; PP = erzielte Überzahltore; SH = erzielte Unterzahltore; GW = erzielte Siegtore; 1 Play-downs/Relegation; Kursiv: Statistik nicht vollständig)

### International
Vertrat Kroatien bei:
- Weltmeisterschaft der Division IIA 2019

(Legende zur Spielerstatistik: Sp oder GP = absolvierte Spiele; T oder G = erzielte Tore; V oder A = erzielte Assists; Pkt oder Pts = erzielte Scorerpunkte; SM oder PIM = erhaltene Strafminuten; +/− = Plus/Minus-Bilanz; PP = erzielte Überzahltore; SH = erzielte Unterzahltore; GW = erzielte Siegtore; 1 Play-downs/Relegation; Kursiv: Statistik nicht vollständig)